# المقاومية والموصلية الكهربائية
المقاومية الكهربائية (تسمى أيضًا المقاومة الكهربائية المحددة أو المقاومية الحجمية) هي خاصية أساسية لمادة تقيس مدى شدتها في مقاومة التيار الكهربائي. تشير المقاومية المنخفضة إلى وجود مادة تسمح بسهولة للتيار الكهربائي. عادة ما يُعبر عن المقاومية بالحرف اليوناني ρ (رو). وحدة النظام العالمي للوحدات للمقاومية الكهربائية هي أوم-متر (Ω⋅m). على سبيل المثال، إذا كان للمكعب الصلب 1 م3 من المواد تتلامس صفائحه على وجهين متقابلين، وكانت المقاومة بين هذه التلامسات 1 Ω، فإن مقاومية المادة تكون 1 Ω.m.
الموصلية الكهربائية أو التوصيل المحدد هي مقلوب المقاومية الكهربائية. إنها تمثل قدرة المادة على توصيل التيار الكهربائي. يشار إليها عادة بالحرف اليوناني σ (سيغما)، ولكن κ (كابا) (خاصة في الهندسة الكهربائية) وγ (غاما) تستخدم في بعض الأحيان. وحدة SI للموصلية الكهربائي هي سيمنز لكل متر (S/m).
المقاومية والموصلية هما خواص مكثفة للمواد، مما يعطي مقاومة مكعب من المادة القياسي للتيار. المقاومة والمواصلة الكهربائية هي خصائص شمولية متطابقة تعطي معارضة جسم محددة للتيار الكهربائي.